# فینال‌های ان‌بی‌ای ۱۹۷۴
سری فینال‌های قهرمانی جهان ان‌بی‌ای ۱۹۷۴ دور قهرمانی انجمن ملی بسکتبال (ان‌بی‌ای) در فصل ۷۴–۱۹۷۳ می‌باشد که در یک سری بازی بهترین از هفت بین دو تیم میلواکی باکس (قهرمان کنفرانس غرب) و بوستون سلتیکس (قهرمان کنفرانس شرق) به انجام رسید. این سری در هفت بازی انجام شد و در پایان تیم بوستون توانست با برد ۴–۳ برابر رقیب خود، عنوان قهرمانی فصل را از آن خود کند. جان هاولیچک، بازیکن تیم سلتیکس نیز برندهٔ جایزهٔ باارزش‌ترین بازیکن بازی‌های پایانی شد.

## پیش‌زمینه

### مسیر فینال
| # | کنفرانس غرب              | کنفرانس غرب | کنفرانس غرب | کنفرانس غرب | کنفرانس غرب   |
| # | تیم                      | برد         | باخت        | درصد برد    | بازی‌های پشت‌سر |
| - | ------------------------ | ----------- | ----------- | ----------- | ------------- |
| ۱ | z-میلواکی باکس           | ۵۹          | ۲۳          | ۰٫۷۲۰       | –             |
| ۲ | x-شیکاگو بولز            | ۵۴          | ۲۸          | ۰٫۶۵۹       | ۵             |
| ۳ | x-دیترویت پیستونز        | ۵۲          | ۳۰          | ۰٫۶۳۴       | ۷             |
| ۴ | y-لس آنجلس لیکرز         | ۴۷          | ۳۵          | ۰٫۵۷۳       | ۱۲            |
|   |                          |             |             |             |               |
| ۵ | گلدن استیت واریرز        | ۴۴          | ۳۸          | ۰٫۵۳۷       | ۱۵            |
| ۶ | سیاتل سوپرسانیکس         | ۳۶          | ۴۶          | ۰٫۴۳۹       | ۲۳            |
| ۷ | کانزاس سیتی–اوماها کینگز | ۳۳          | ۴۹          | ۰٫۴۰۲       | ۲۶            |
| ۸ | فینیکس سانز              | ۳۰          | ۵۲          | ۰٫۳۶۶       | ۲۹            |
| ۹ | پورتلند تریل بلیزرز      | ۲۷          | ۵۵          | ۰٫۳۲۹       | ۳۲            |

| # | کنفرانس شرق          | کنفرانس شرق | کنفرانس شرق | کنفرانس شرق | کنفرانس شرق   |
| # | تیم                  | برد         | باخت        | درصد برد    | بازی‌های پشت‌سر |
| - | -------------------- | ----------- | ----------- | ----------- | ------------- |
| ۱ | z-بوستون سلتیکس      | ۵۶          | ۲۶          | ۰٫۶۸۳       | –             |
| ۲ | x-نیویورک نیکس       | ۴۹          | ۳۳          | ۰٫۵۹۸       | ۷             |
| ۳ | y-کاپیتال بولتز      | ۴۷          | ۳۵          | ۰٫۵۷۳       | ۹             |
| ۴ | x-بوفالو براوز       | ۴۲          | ۴۰          | ۰٫۵۱۲       | ۱۴            |
|   |                      |             |             |             |               |
| ۵ | آتلانتا هاوکس        | ۳۵          | ۴۷          | ۰٫۴۲۷       | ۲۱            |
| ۶ | هیوستون راکتس        | ۳۲          | ۵۰          | ۰٫۳۹۰       | ۲۴            |
| ۷ | کلیولند کاوالیرز     | ۲۹          | ۵۳          | ۰٫۳۵۴       | ۲۷            |
| ۸ | فیلادلفا سونتی‌سیکسرز | ۲۵          | ۵۷          | ۰٫۳۰۵       | ۳۱            |

### سری‌های فصل عادی
این دو تیم در چهار بازی فصل عادی به مصاف هم رفتند و هرکدام یک برد در خانه و یک برد در زمین رقیب به دست آوردند.
| ۱۶ نوامبر ۱۹۷۳ |

|  |

| میلواکی باکس ۹۰, بوستون سلتیکس ۱۰۵ |

| ۳۰ نوامبر ۱۹۷۳ |

|  |

| بوستون سلتیکس ۹۳, میلواکی باکس ۱۱۷ |

| ۶ فوریه ۱۹۷۴ |

|  |

| بوستون سلتیکس ۱۰۵, میلواکی باکس ۱۰۴ |

| ۱۰ فوریه ۱۹۷۴ |

|  |

| میلواکی باکس ۹۵, بوستون سلتیکس ۸۶ |

## خلاصه سری
| بازی   | تاریخ            | تیم میزبان    | نتیجه                         | تیم مهمان     |
| ------ | ---------------- | ------------- | ----------------------------- | ------------- |
| بازی ۱ | یکشنبه. ۲۸ آوریل | میلواکی باکس  | ۸۳–۹۸ (۰–۱)                   | بوستون سلتیکس |
| بازی ۲ | سه‌شنبه. ۳۰ آوریل | میلواکی باکس  | ۱۰۵–۹۶ (وقت اضافه) (۱–۱)      | بوستون سلتیکس |
| بازی ۳ | جمعه. ۳ مه       | بوستون سلتیکس | ۹۵–۸۳ (۲–۱)                   | میلواکی باکس  |
| بازی ۴ | یکشنبه. ۵ مه     | بوستون سلتیکس | ۸۹–۹۷ (۲–۲)                   | میلواکی باکس  |
| بازی ۵ | سه‌شنبه. ۷ مه     | میلواکی باکس  | ۸۷–۹۶ (۲–۳)                   | بوستون سلتیکس |
| بازی ۶ | جمعه. ۱۰ مه      | بوستون سلتیکس | ۱۰۱–۱۰۲ (وقت اضافه دوم) (۳–۳) | میلواکی باکس  |
| بازی ۷ | یکشنبه. ۱۲ مه    | میلواکی باکس  | ۸۷–۱۰۲ (۳–۴)                  | بوستون سلتیکس |

سلتیکس برندهٔ سری ۴–۳

### بازی ۱
| 28 |

| Rapport |

| بوستون سلتیکس ۹۸, میلواکی باکس ۸۳              |  |                           |
| امتیاز بر پایه وقت: ۳۵-۱۹, ۱۷-۲۳, ۱۷-۱۹, ۲۹-۲۲ |  |                           |
| امتیاز: جان هاولیچک ۲۶                         |  | امتیاز: کریم عبدالجبار ۳۵ |
| بوستون پیشتاز سری ۱ بر ۰                       |  |                           |

### بازی ۲
| ۳۰ |

| Rapport |

| بوستون سلتیکس ۹۶, میلواکی باکس ۱۰۵ (وقت اضافه)                  |  |                                                     |
| امتیاز بر پایه وقت: ۲۴-۲۳, ۱۷-۳۲, ۲۵-۲۲, ۲۴-۱۳, وقت اضافه: ۶-۱۵ |  |                                                     |
| امتیاز: جو جو وایت ۲۵ ریباند: Dave Cowens 11                    |  | امتیاز: کریم عبدالجبار ۳۶ ریباند: کریم عبدالجبار ۱۵ |
| سری برابر ۱ بر ۱                                                |  |                                                     |

### بازی ۳
| ۳ |

| Rapport |

| میلواکی باکس ۸۳, بوستون سلتیکس ۹۵                           |  |                                               |
| امتیاز بر پایه وقت: ۱۳-۳۲, ۲۳-۱۹, ۲۲-۲۶, ۲۴-۱۸              |  |                                               |
| امتیاز: کریم عبدالجبار ۲۶ ریباند: کریم عبدالجبار، Warner ۱۰ |  | امتیاز: Dave Cowens 30 ریباند: جان هاولیچک ۱۲ |
| بوستون پیشتاز سری ۲ بر ۱                                    |  |                                               |

### بازی ۴
| 5 |

| Rapport |

| میلواکی باکس ۹۷, بوستون سلتیکس ۸۹                   |  |                                              |
| امتیاز بر پایه وقت: ۲۸-۲۷, ۲۱-۱۲, ۲۱-۲۶, ۲۷-۲۴      |  |                                              |
| امتیاز: کریم عبدالجبار ۳۴ ریباند: کریم عبدالجبار ۱۴ |  | امتیاز: جان هاولیچک ۳۳ ریباند: Paul Silas ۱۲ |
| سری برابر ۲ بر ۲                                    |  |                                              |

### بازی ۵
| ۷ |

| Rapport |

| بوستون سلتیکس ۹۶, میلواکی باکس ۸۷                    |  |                                                     |
| امتیاز بر پایه وقت: ۲۰-۱۵, ۲۵-۲۹, ۲۴-۱۷, ۲۷-۱۶       |  |                                                     |
| امتیاز: جان هاولیچک، Cowens ۲۸ ریباند: Paul Silas ۱۶ |  | امتیاز: کریم عبدالجبار ۳۷ ریباند: کریم عبدالجبار ۱۱ |
| بوستون پیشتاز سری ۳ بر ۲                             |  |                                                     |

### بازی ۶
| ۱۰ |

| Rapport |

| میلواکی باکس ۱۰۲, بوستون سلتیکس ۱۰۱ (وقت اضافه دوم)                                  |  |                                              |
| امتیاز بر پایه وقت: ۲۷-۱۹, ۲۰-۲۱, ۲۲-۲۳, ۱۷-۲۳ - وقت اضافه یکم ۴–۴, وقت اضافه: ۱۲-۱۱ |  |                                              |
| امتیاز: کریم عبدالجبار ۳۴ ریباند: 4 joueurs بر ۸                                     |  | امتیاز: جان هاولیچک ۳۶ ریباند: جان هاولیچک ۹ |
| سری برابر ۳ بر ۳                                                                     |  |                                              |

### بازی ۷
| ۱۲ |

| Rapport |

| بوستون سلتیکس ۱۰۲, میلواکی باکس ۸۷             |  |                                                     |
| امتیاز بر پایه وقت: ۲۲-۲۰, ۳۱-۲۰, ۱۸-۲۶, ۳۱-۲۱ |  |                                                     |
| امتیاز: Dave Cowens ۲۸ ریباند: Dave Cowens ۱۴  |  | امتیاز: کریم عبدالجبار ۲۶ ریباند: کریم عبدالجبار ۱۳ |
| بوستون برندهٔ سری ۴ بر ۳                        |  |                                                     |